# Добровольский, Георгий Владимирович
Гео́ргий Влади́мирович Доброво́льский (16 ноября 1924, Хвалынск, Саратовская губерния, СССР — 5 июля 2007, Саратов, Саратовская область, Россия) — токарь Саратовского радиоприборного завода Министерства судостроительной промышленности СССР, Герой Социалистического Труда (1971).

## Биография
Родился 16 ноября 1924 года в городе Хвалынск, Саратовская губерния (ныне Саратовская область). По национальности русский.
Окончив среднюю школу, в 1941 году трудоустроился учеником слесаря на Саратовский приборостроительный завод. В 1950 году переведён на завод № 869 («Организация п/я 465», позднее Саратовский радиоприборный завод, с 1977 года — завод «Знамя труда» Министерства судостроительной промышленности СССР, ныне — АО «Саратовский радиоприборный завод»), проработав там до пенсии.
Высококвалифицированный слесарь, овладел смежными профессиями: токаря-универсала, шлифовальщика, наладчика холодноштамповочного оборудования, сварщика на машинах контактной сварки.
«Закрытым» указом Президиума Верховного Совета СССР от 26 апреля 1971 года «за выдающиеся заслуги в выполнении заданий пятилетнего плана по развитию судостроительной промышленности» удостоен звания Героя Социалистического Труда с вручением ордена Ленина и золотой медали «Серп и Молот».
Избирался депутатом Саратовских городского советов, делегатом XXIII съезда КПСС.
Жил в Саратове, где скончался 5 июля 2007 года, похоронен на местном Елшанском кладбище.
Награждён орденами Ленина (26.04.1971), «Знак Почёта» (29.07.1966), медалями.